# Lake Conjola
Lake Conjola – miasto w Australii, w stanie Nowa Południowa Walia.